# Bahnhof Heathrow Central

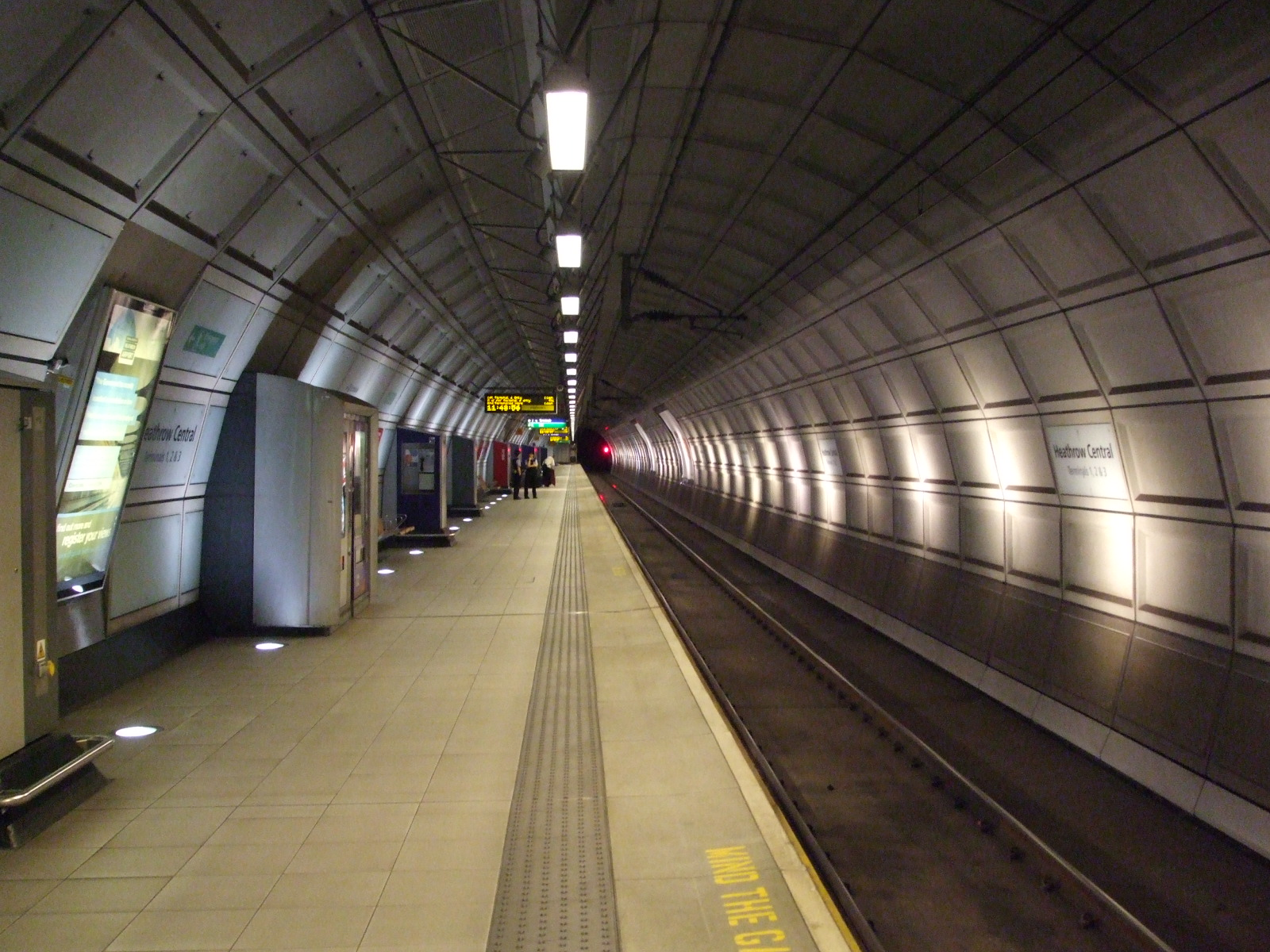
Bahnsteig in Richtung London

Der Bahnhof Heathrow Central ist ein unterirdischer Flughafenbahnhof im Londoner Stadtbezirk London Borough of Hillingdon. Er liegt unter den zentralen Terminals 2 und 3 des Flughafens Heathrow und gehört zur Tarifzone 6. Es besteht eine Fußgängerverbindung zur U-Bahn-Station Heathrow Terminals 2 & 3 von London Underground und zum Busbahnhof des Flughafens.
Die Eröffnung des Bahnhofs erfolgte am 23. Juni 1998, seither wird er von Zügen des von Paddington aus verkehrenden Flughafenzubringers Heathrow Express bedient. Seit 13. Juni 2005 verkehrt auch der Heathrow Connect hierhin. Am 27. März 2008 folgte die Eröffnung der Zweigstrecke zum Terminal 5. Seit 8. Juni 2010 müssen Fahrgäste des Heathrow Express zum Terminal 4 im Bahnhof Heathrow Central in einen Shuttle-Zug umsteigen.
Im Mai 2018 wird Heathrow Express die Shuttle-Verbindung zum Terminal 4 an die Bahngesellschaft TfL Rail übertragen, auch Heathrow Connect wird ersetzt. Diese Vereinbarung ist Teil der etappenweise vorgesehenen Einführung von Crossrail.